# 신창명
신창명(申昌明, 1988년 2월 2일 ~ )은 KBO 리그 롯데 자이언츠의 외야수이다.

## 출신학교
- 석교초등학교
- 세광중학교
- 세광고등학교
- 경희대학교